# Michal Leibl
Michal Leibl (* 7. června 1992 Osek) je český profesionální fotbalista, který hraje na pozici levého či středního obránce za český klub SK Sigma Olomouc.

## Klubová kariéra
Svoji fotbalovou kariéru začal v roce 1996 v Baníku Osek, v žácích přestoupil do mužstva FK Teplice. V létě 2011 zamířil do Baníku Souš, kde již hrál pouze za "áčko". Následně byl ve Vysočině Jihlava a později oblékal dres Slovanu Liberec, v němž nastupoval za juniorku. V Liberci vydržel do března 2013, kdy se stal posilou klubu FC Chomutov tehdy hrající Českou fotbalovou ligu tedy třetí nejvyšší soutěž.

### FK Ústí nad Labem

#### Sezóna 2013/14
Před sezonou 2013/14 podepsal smlouvu s týmem FK Ústí nad Labem. Ligový debut v dresu Army si odbyl 21. července 2013 v úvodním kole proti tehdejšímu nováčkovi druhé nejvyšší soutěže mužstvu FK Loko Vltavín (výhra 3:0), když v 67. minutě nahradil na hrací ploše Richarda Veverku. Poprvé v lize v tomto ročníku a zároveň za Ústí zaznamenal přesný střelecký zásah 24. 8. 2013 v souboji s Viktorií Žižkov, když dal v desáté minutě jedinou a tudíž vítěznou branku utkání. Svůj druhý ligový gól v této sezoně si připsal v následujícím šestém kole proti Dynamu České Budějovice a společně se svými spoluhráči slavil po závěrečném hvizdu venkovní výhru 2:0. Potřetí v ročníku 2013/14 v lize skóroval ve 29. minutě souboje s Baníkem Sokolov, Ústí nad Labem i kvůli němu vyhrálo 2:0. V 11. ligovém kole hraném 12. října 2013 vsítil dvě branky proti klubu MFK Frýdek-Místek (výhra 3:2), když v deváté minutě dával na 1:0 a o 42 minut později na 3:1. Svůj šestý ligový gól v sezoně vstřelil v souboji s Baníkem Most (výhra 3:1). Během roku odehrál v lize 24 střetnutí.

#### Sezóna 2014/15
Poprvé v lize v tomto ročníku vsítil branku 3. 8. 2014 proti týmu FK Varnsdorf, ve 33. minutě otevřel skóre duelu. S Armou však jednobrankový náskok neudržel a utkání skončilo venkovní remízou 1:1. Svůj druhý přesný ligový střelecký zásah v sezoně vsítil ve 14. kole v 52. minutě souboje s Baníkem Sokolov, když vyrovnával na konečných 1:1. V ročníku nastoupil v lize ke 24 střetnutím.

#### Sezóna 2015/16
V první polovině ročníku prakticky nehrál, pravidelně nastupoval v jarní části stejné sezony 2015/16. Na podzim 2015 se s Ústím představil v Poháru FAČR proti dvěma prvoligovým pražským mužstvům, zatímco Slavii se svými spoluhráči vyřadil (výhra 4:2), s Duklou po dvou prohrách 0:3 vypadl. Celkem si během roku připsal 20 ligových utkání a zaznamenal v nich jeden gól, konkrétně proti klubu MFK OKD Karviná. Ve 42. minutě srovnával na 1:1, ale zápas nakonec vyhrál soupeř v poměru 1:3.

#### Sezóna 2016/17
Poprvé a zároveň naposledy v sezoně 2016/17 v lize vstřelil branku v souboji se Sokolovem ve druhém kole 12. srpna 2016. Prosadil se v 15. minutě, zápas na domácím trávníku skončil i kvůli Leiblovi v poměru 3:0 pro Ústí. V ročníku 2016/17 zaznamenal celkem 19 ligových střetnutí, až na utkání s týmem MFK Vítkovice (výhra 2:1) byl vždy v základní sestavě. Ve zmíněném duelu hraném 14. 10. 2016 odehrál 19 minut poté co přišel na trávník místo Martina Jindráčka.

#### Sezóna 2017/18
4. 11. 2017 odehrál za Ústí proti Olympii Praha (výhra 3:1) jubilejní sté ligové střetnutí. Svůj první přesný střelecký zásah v lize v sezoně dal v souboji s celkem FC MAS Táborsko (prohra 1:2, když ve 36. minutě zaznamenal jediný gól Army v utkání. Následně skóroval ve druhé nejvyšší soutěži 11. 5. 2018 ve 27. ligovém kole proti mužstvu FC Hradec Králové (výhra 3:1), trefil se ve 38. minutě a stanovil průběžný výsledek 2:0. Během roku nastoupil ke 22 utkáním v lize.

#### Sezóna 2018/19
Svůj první ligový gól v ročníku vsítil 12. srpna 2018 v souboji s klubem FC Sellier & Bellot Vlašim (výhra 2:1), když zvyšoval ve třetí minutě nastavení prvního poločasu na 2:0. Další branku v lize v této sezoně dal v následujícím pátém kole proti Viktorii Žižkov při domácím vysokém vítězství 4:1. Potřetí v sezoně 2018/19 v lize rozvlnil síť soupeřovy "svatyně" 23. 11. 2018 v souboji s týmem MFK Chrudim (výhra 3:1). Na podzim 2018 si připsal 14 ligových duelů.

### FC Hradec Králové

#### Sezóna 2018/19
V zimním přestupovém období ročníku 2018/19 změnil půl roku před koncem kontraktu v Ústí nad Labem tehdy v té době v rámci druhé ligy zaměstnavatele a podepsal smlouvu s mužstvem FC Hradec Králové. Sešel se zde tehdy s trenérem Zdenkem Frťalou, se kterým působil v Teplicích. Svůj první zápas v lize v dresu Hradce Králové absolvoval v 17. kole proti Baníku Sokolov, když při výhře 2:0 na domácím hřišti odehrál 76 minut. Na jaře 2019 nastoupil k 11 ligovým střetnutím.

#### Sezóna 2019/20
Poprvé v lize za Hradec a zároveň v sezoně 2019/20 zaznamenal přesný střelecký zásah až v 17. kole hraném 8. března 2020 v souboji s tehdejším nováčkem brněnským klubem SK Líšeň. Ve 26. minutě otevřel skóre duelu, avšak Líšeň o tři minuty později vyrovnala na konečných 1:1. V ročníku odehrál pouze devět ligových utkání, z toho osm na podzim a jedno na jaře. Do většiny z nich však nastupoval v základní sestavě.

#### Sezóna 2020/21
Svých prvních ligových gólů v sezoně docílil v 16. kole proti Viktorii Žižkov (výhra 4:2). Trefil se v 6. a 40. minutě, kdy dával nejprve na 1:0 a následně na 3:0. Potřetí v tomto ročníku v lize dal branku 21. dubna 2021 ve východočeském derby v souboji s mužstvem MFK Chrudim, prosadil se v 84. minutě. "Votroci" i díky němu otočili venkovní duel za osm minut ze stavu 0:2 na 3:2. Na jaře 2021 po 23. kole hraném 8. 5. 2021 postoupil s Hradcem po výhře 2:1 nad Duklou Praha z prvního místa tabulky do nejvyšší soutěže, kam se "Votroci" vrátili po čtyřech letech.

## Osobní život
Na svém těle má mnoho tetování, které podle jeho slov symbolizují vše v čím v životě prošel. Během kariéry měl nespecifikované osobní problémy.